# Fultah Fisher's Boarding House
Fultah Fisher's Boarding House er en amerikansk stumfilm fra 1922 af Frank Capra.

## Medvirkende
- Mildred Owens som Anne
- Ethan Allen som Salem Hardieker
- Olaf Skavlan som Hans